# Ață

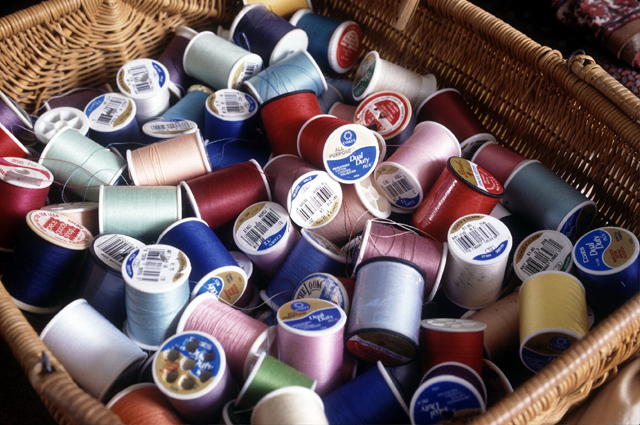
Papiote cu aţe de diferite culori

Ața este un fir textil subțire, răsucit, lung folosit la cusut și la fabricarea țesăturilor. Ața poate fi confecționată din bumbac, in, cânepă, fibre sintetice și poate avea o multitudine de culori. 
Cuvântul ață este moștenit din limba latină, respectiv de la cuvântul acia.